# Stagmomantis domingensis
Stagmomantis domingensis es una especie de mantis de la familia Mantidae.

## Distribución geográfica
Se encuentra en Haití, Cuba, República Dominicana y Jamaica.